# Stöckenburg
Die Stöckenburg, früher auch historisch Stockheimer Burg genannt, ist eine abgegangene Höhenburg in der Kirchengemeinde Stöckenburg auf einem 385 m ü. NN hohen Bergvorsprung gegenüber der Stadt Vellberg im Landkreis Schwäbisch Hall in Baden-Württemberg. An der Stelle besteht bereits seit dem Frühmittelalter eine Martinskirche. Der Weiler an der Kirche trägt offiziell den Ortsnamen Stöckenburg.

## Geschichte
Bereits vor Christi Geburt bestand auf dem durch einen niedrigen Sattel natürlich abgetrennten Bergvorsprung zwischen Bühlertal und mündendem Aalenbachtal eine keltische Besiedlung mit einer Fliehburg.
Im Jahr 822 bestätigte Kaiser Ludwig der Fromme, dass die Basilika St. Martin in der Stöckenburg im Maulachgau 741 dem Bistum Würzburg übergeben wurde. 845 und 899 wurde die Burg erneut genannt. Die Stöckenburg war bis in das 10. Jahrhundert Sitz des Gaugrafen im Maulachgau.
Ende des 11. Jahrhunderts wurde die Burg wegen Spannungen zum Bischof Adalbero von Würzburg nicht mehr neu befestigt. Stattdessen wurde gegenüber auf dem Feldberg die Burg Vellberg neu errichtet.
1404 übertrug Bischof Johannes die Rechte an der Kirche an das Stift Öhringen.
Auf dem Berg steht die evangelische Pfarrkirche St. Martin, die um 1435 erbaut wurde.

## Belege
1. ↑  Text und Übertragung der Urkunde Kaiser Ludwigs des Frommen von 822